# Anna Maria Ferrero
Anna Maria Ferrero (Roma, 18 de fevereiro de 1934 – Paris, 21 de maio de 2018) foi uma atriz italiana.

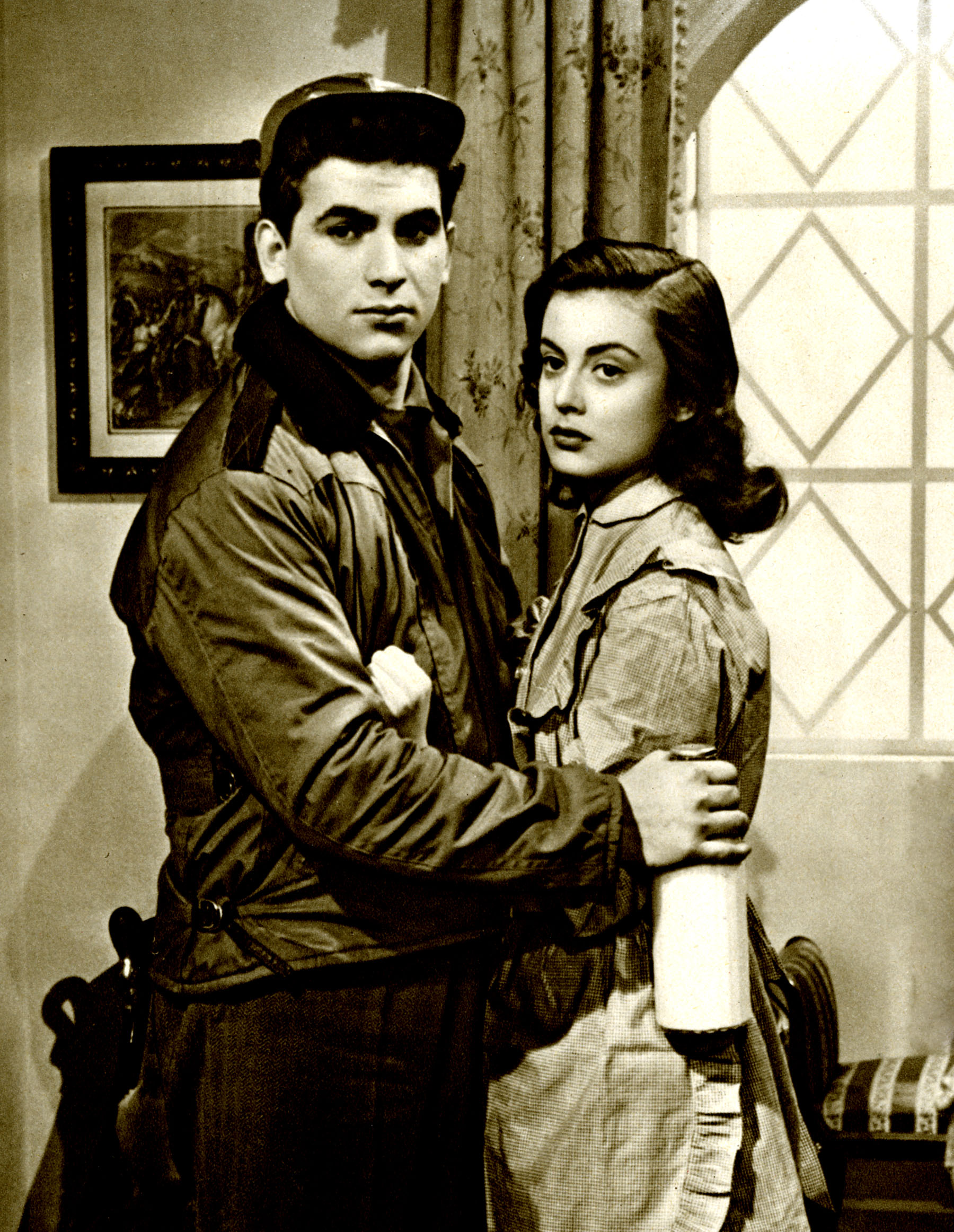
Ferrero com Maurizio Arena, 1953

## Início da vida e carreira
Nascida Anna Maria Guerra, mudou seu nome para Ferrero em homenagem ao compositor Willy Ferrero. a Sua estreia no cinema veio com a idade de 15 anos em Il cielo è rosso (1950), e logo foi escalada para o elenco de vários filmes como Il duca di Sant'Elmo (1950) e Il Cristo proibito (1951), o único filme dirigido pelo famoso escritor Curzio Malaparte.
Ferrero progrediu rapidamente sua carreira, trabalhando com importantes diretores, como Michelangelo Antonioni em I vinti, e atores como Marcello Mastroianni em Carlo Lizzani's award-winning Crônica de Pobres Amantes (1953). Ela apareceu ainda com o popular comediante Toto in Toto e Carolina (1953) e com a estrela de Alberto Sordi em Una parigina a Roma (1954).
Atuou também com Vittorio Gassman em seis filmes: Lorenzaccio, King Vidor's a Guerra e a Paz, Kean, que Gassman co-dirigido, Giovanni dalle bande nere, Le sorprese dell'amore, e Il mattatore. 
A sua última atuação foi em um episódio do filme Controsesso (1964), dirigido por Ettore Scola.

## Vida pessoal
Ferrero decidiu acabar com sua carreira, pouco depois do casamento com o ator francês Jean Sorel, em 1963, que atuou junto em dois filmes: o Ouro de Roma (1961) e Quatro Dias em Nápoles (1962).[carece de fontes?]

## Filmografia

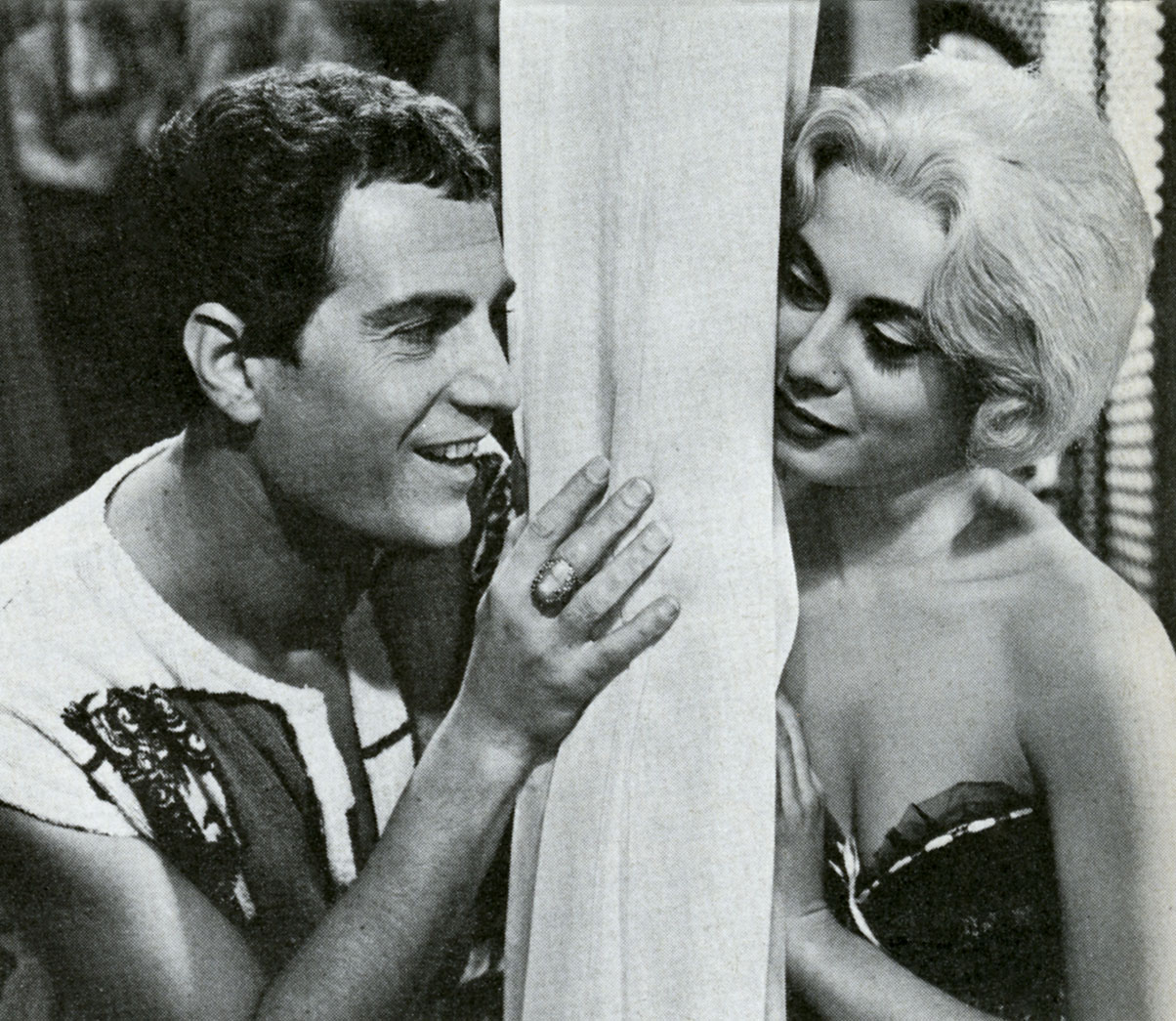
Nino Manfredi e Ferrero em The Employee (1960).

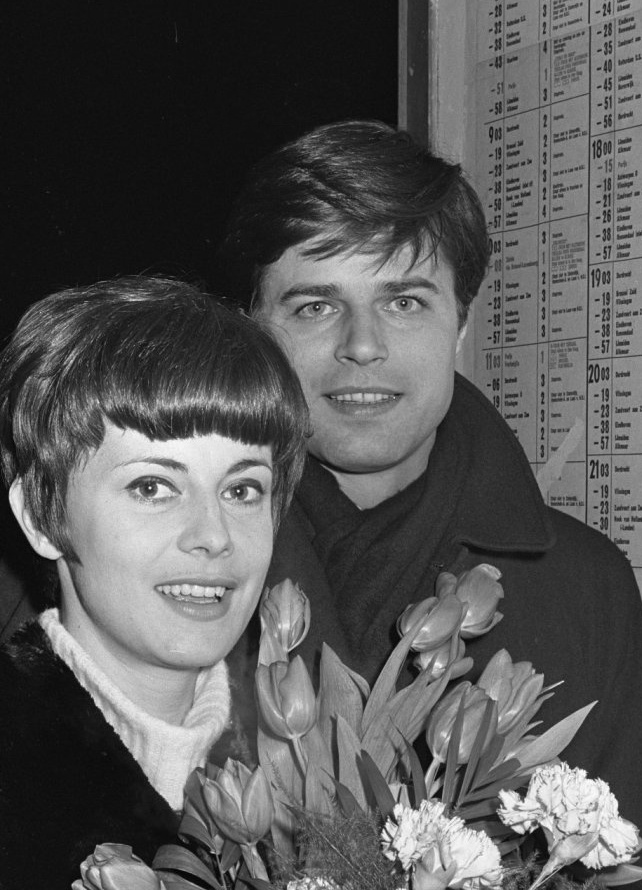
Ferrero e Jean Sorel em 1966

- The Count of Saint Elmo (il Conte di Sant'Elmo) (1950)
- The Sky Is Red (Il Cielo è rosso) (1950) .... Giulia
- Lorenzaccio (1951)
- The Forbidden Christ (Il Cristo proibito) (1951) .... Maria
- Tomorrow Is Another Day (1951) .... Giulia
- The Temptress (Le due verità) (1952) .... Maria-Luce Carlinet
- Half a Century of Song (Canzoni di mezzo secolo) (1952)
- Poppy (Lo sai che i papaveri) (1952) .... Pierina Zacchi
- The Mute of Portici Muta di Portici, La (1952)
- Ragazze da marito (1952)
- Verdi, the King of Melody (Giuseppe Verdi) (1953) .... Margherita Barezzi Verdi
- It Happened in the Park (1953) .... The girl student
- Youth and Perversion (I vinti) (1953) .... Marina
- Luxury Girls (Fanciulle di lusso) (1953) .... Valerie De Beranger
- The Unfaithfuls (Le infedeli) (1953) .... Cesarina
- Captain Phantom (Capitan Fantasma) (1953) (uncredited)
- Eager to Live (Febbre di vivere) (1953) .... Elena
- Neapolitans in Milan (Napoletani a Milano) (1953) .... Nannina
- Siamo tutti inquilini (1953) .... Anna Perrini
- Viva la rivista! (1953)
- Una parigina a Roma (1954) .... Fiorella
- Chronicle of Poor Lovers (Cronache di poveri amanti) (1954) .... Gesuina
- Guai ai vinti (1954) .... Clara
- Songs of Italy (1955)
- The Widow (La vedova X) (1955) .... Adriana
- The golden falcon (Il falco d'oro) (1955) .... Fiammetta
- The Rival (La rivale) (1955) .... Barbara
- Toto and Carolina (Totò e Carolina) (1955) .... Carolina De Vico
- War and Peace (1956) .... Mary Bolkonsky
- Cime tempestose (1956) (TV mini-series)
- The Violent Patriot (Giovanni dalle bande nere) (1956) .... Anna, peasant girl
- Kean: Genius or Scoundrel (Kean) (1956) .... Anna Damby
- Supreme Confession (Suprema confessione) (1956) .... Giovanna Siri
- Desert Warrior (Los amantes del desierto) (1957)
- Captain Falcon (Capitan Fuoco) (1958) .... Anna
- Questa mia donna (1958) (TV)
- Bad Girls Don't Cry (la notte brava) (1959) .... Nicoletta
- Surprise of Love (Le sorprese dell'amore) (1959) .... Mariarosa
- Silver Spoon Set (I delfini) (1960) .... Marina
- Love and Larceny (il mattatore) (1960) .... Annalisa Rauseo
- Culpables (1960) .... Margarita
- Battle of Austerlitz (Austerlitz) (1960) .... Elisa Bonaparte
- The Employee (L'impiegato) (1960) .... Joan
- Gastone (1960) .... Nannina
- The Hunchback of Rome (Il gobbo) (1960) .... Ninetta
- Gold of Rome (L'oro di Roma) (1961) .... Giulia
- A Day for Lionhearts (Un giorno da leoni) (1961) .... Ida
- Captain Fracasse (Le Capitaine Fracasse) (1961) .... Marquise des Bruyères
- Always on Sunday (Una domenica d'estate) (1962)
- The Four Days of Naples (Le quattro giornate di Napoli) (1962)
- Un marito in condominio (1963) .... Giuliana
- Countersex (Controsesso) (1964) (segment "Cocaina di domenica") .... Marcella